# The Pine's Revenge
The Pine's Revenge è un cortometraggio muto del 1915 diretto da Joseph De Grasse.

## Produzione
Il film fu prodotto dalla Rex Motion Picture Company.

## Distribuzione
Distribuito dall'Universal Film Manufacturing Company, il film - un cortometraggio in due bobine - uscì nelle sale cinematografiche USA il 19 settembre 1915.
Non si conoscono copie ancora esistenti della pellicola che viene considerata presumibilmente perduta.